# L'Idéaliste (roman)
Pour les articles homonymes, voir L'Idéaliste.
L'Idéaliste (titre original : The Rainmaker) est un roman policier américain publié en 1995 par John Grisham, auteur spécialisé dans les thrillers de droit. Sa particularité par rapport aux autres ouvrages de John Grisham est qu'il est quasiment entièrement écrit au présent.

## Résumé
Rudy Baylor est un étudiant en droit qui devient un jeune avocat à Memphis. Avant d'obtenir son diplôme, il donne des conseils juridiques dans un centre de jour pour personnes âgées. Deux de ces dossiers vont l'occuper pendant ses premiers mois comme jeune avocat : le testament de Colleen « Birdie » Birdsong qui désire déshériter sa famille et le procès de Dot Black contre Great Benefit, une assurance qui avait refusé de prendre en charge le traitement contre la leucémie de son fils.

## Personnages principaux
- Rudy Baylor : avocat
- Colleen « Birdie » Birdsong : personne âgée qui désire refaire son testament
- Bruiser Stone : affairiste notoire, lié à la mafia locale et patron de Rudy Baylor.
- Deck Shifflet : juriste, collègue de Baylor
- Kelly Riker : jeune femme battue par son mari
- Leo F. Drummond : avocat de la défense de Great Benefit
- Tyrone Kipler : juge
- Dot Black : mère du jeune leucémique

## Adaptation cinématographique
- 1997 : L'Idéaliste (The Rainmaker), film américain réalisé par Francis Ford Coppola, d'après le roman éponyme de Grisham, avec Matt Damon (Rudy Baylor), Danny DeVito (Deck Shifflet), Mickey Rourke (Bruiser Stone) et Claire Danes (Kelly Riker).